# Nikúlskoie
Nikúlskoie (en rus: Никульское) és un poble de l'óblast de Vladímir, a Rússia, segons el cens del 2010 tenia 33 habitants. Pertany al districte municipal de Iúriev-Polski.